# Grand Prix de Denain 2003
La 45e édition du Grand Prix de Denain a eu lieu le 17 avril 2003. Elle a été remportée par le Belge Bert Roesems.

## Classement final
Bert Roesems remporte la course en parcourant les 196,2 kilomètres en 4 h 30 min 39 s à la vitesse moyenne de 43,495 km/h,.
| Classement final, | Classement final,   | Classement final, | Classement final,      | Classement final,  |
|                   | Coureur             | Pays              | Équipe                 | Temps              |
| ----------------- | ------------------- | ----------------- | ---------------------- | ------------------ |
| 1er               | Bert Roesems        | Belgique          | Palmans-Collstrop      | en 4 h 30 min 39 s |
| 2e                | Enrico Poitschke    | Allemagne         | Wiesenhof              | m.t                |
| 3e                | Thomas Voeckler     | France            | Brioches La Boulangère | m.t                |
| 4e                | Pierre Bourquenoud  | Suisse            | Jean Delatour          | + 7 s              |
| 5e                | Frédéric Guesdon    | France            | La Française des Jeux  | + 18 s             |
| 6e                | Jimmy Engoulvent    | France            | Brioches La Boulangère | + 31 s             |
| 7e                | Jérôme Pineau       | France            | Brioches La Boulangère | + 34 s             |
| 8e                | Christophe Edaleine | France            | Jean Delatour          | m.t                |
| 9e                | Carlos Da Cruz      | France            | La Française des Jeux  | + 40 s             |
| 10e               | Anthony Geslin      | France            | Brioches La Boulangère | m.t                |
| modifier          |                     |                   |                        |                    |